# Michelangelo Bergonzi
Michelangelo Bergonzi (Cremona, 1720 circa – Cremona, 1770 circa) è stato un liutaio italiano attivo nel XVIII secolo. Anche il padre Carlo era un liutaio.